# نوکف‌پایی‌ها
نوکف‌پایی‌ها (نام علمی: Neopelma) نام یک سرده از تیره رنگینک است.

## گونه‌ها
- رنگینک-ژیان‌مرغ وید (Neopelma aurifrons)
- رنگینک-ژیان‌مرغ کاکل‌زعفرانی (Neopelma chrysocephalum)
- رنگینک-ژیان‌مرغ سرا دومار (Neopelma chrysolophum)
- رنگینک-ژیان‌مرغ شکم‌روشن (Neopelma pallescens)
- رنگینک-ژیان‌مرغ شکم‌گوگردی (Neopelma sulphureiventer)